# Гренье, Клеман
Клема́н Гренье́ (фр. Clément Grenier; род. 7 января 1991, Анноне) — французский футболист, полузащитник испанского клуба «Расинг» (Сантандер).
Сыграл 5 матчей за сборную Франции.

## Клубная карьера
Гренье начал свою карьеру в одноимённом клубе города Анноне в команде до 9 лет. Позже он вызвал интерес у клуба «Олимпик Лион». В июле 2002 года состоялся трансфер Клемана в Лион, где он поступил в молодёжную академию. Гренье продолжал своё развитие и становился одним из наиболее перспективных игроков клуба. В сезоне 2007/08 к Клеману проявляли интерес такие большие клубы, как лондонский «Арсенал», «Реал Мадрид», «Интер», которые называли его новым Кака. Несмотря на интерес, 15 мая 2008 года Гренье, наряду с другими игроками резерва, такими как Яннис Тафер, подписал свой первый профессиональный контракт сроком до 2011 года. Он был включен в основной состав и получил номер 22
Несмотря на то, что в сезоне 2008/09 Клеман числился в основном составе, чаще всего он играл за резерв клуба. 24 сентября 2009 года он был заявлен в первую команду для игры в чемпионате Франции против «Тулузы», в которой и состоялся его дебют. На 85-й минуте Клеман заменил Бафетимби Гомиса.
28 января 2017 на правах аренды до 30 июня 2017 года с возможным правом выкупа перешёл в итальянскую «Рому». 14 июня 2017 года, в связи с продажей Корантена Толиссо в «Баварию», Гренье вернулся в Лион.
1 сентября 2023 года перешёл в «Расинг» из Сантандера, подписав контракт на один сезон. 10 сентября дебютировал за клуб в матче второго дивизиона Испании против «Аморебьеты», выйдя на замену. 15 сентября забил дебютный гол за «Расинг» в матче с «Сарагосой».

## Карьера в сборной
Гренье играл в каждой возрастной команде сборной Франции, начиная с юношеской командой до 16 лет. Он дебютировал в матче против Польши 13 марта 2007 года, который закончился нулевой ничьей. В ответном матче Гренье отдал две голевых передачи (5:0). Свой единственный гол забил 3 апреля в групповом этапе турнира Монтего против сборной Бразилии (2:0). 
С командой до 17 лет Гренье играл регулярно и забил гол в дебютном матче против Швейцарии (4:0). В квалификационном раунде чемпионата Европы среди юношей до 17 лет, Клеман оформил хет-трик в ворота Албании (6:0). Гренье помог сборной выйти в финал, реализовав штрафной удар в ворота Испании, матч закончился ничьей. В финале Франция уступила Испании 0:4 и заняла второе место.
Дебют в сборной до 18 лет состоялся в матче против Украины. Клеман появился в качестве игрока этой возрастной категории 7 раз. 7 июля 2010 года Клеман был заявлен на чемпионат Европы по футболу до 19 лет. В турнире он не сумел реализовать пенальти в победном матче против Голландии (4:1). Несмотря на то, что Клеман пропустил 2 последние игры, он стал чемпионом Европы благодаря победе сборной в матче против Испании со счётом 2:1.
Благодаря победе Франции в чемпионате Европы по футболу до 19 лет французы получили право на участие в чемпионате мира по футболу до 20 лет. Клеман дебютировал 7 октября 2010 года в товарищеском матче против Португалии, который закончился ничьей (3:3)․ В этом матче Гренье забил свой первый гол. 9 февраля 2011 года Клеман открыл счёт в матче против сборной Англии, который закончился со счётом 2:1. 10 июня 2011 года после появления в двух матчах Гренье был вызван в сборную для участия в чемпионате мира. Он дебютировал 30 июля 2011 года в матче с Колумбией, закончившимся поражением французов (1:4).

## Достижения
«Лион»
- Обладатель Кубка Франции: 2012

«Ренн»
- Обладатель Кубка Франции: 2019

Сборная Франции (до 19 лет)
- Чемпион Европы (до 19 лет): 2010

## Статистика
| Клуб             | Сезон            | Чемпионат | Чемпионат | Чемпионат | Кубки | Кубки | Кубки | Еврокубки | Еврокубки | Еврокубки | Всего | Всего | Всего |
| Клуб             | Сезон            | Игры      | Голы      | Пасы      | Игры  | Голы  | Пасы  | Игры      | Голы      | Пасы      | Игры  | Голы  | Пасы  |
| ---------------- | ---------------- | --------- | --------- | --------- | ----- | ----- | ----- | --------- | --------- | --------- | ----- | ----- | ----- |
| Лион             | 2009/10          | 3         | 0         | 0         | 0     | 0     | 0     | 0         | 0         | 0         | 3     | 0     | 0     |
| Лион             | 2010/11          | 7         | 0         | 0         | 2     | 0     | 0     | 0         | 0         | 0         | 9     | 0     | 0     |
| Лион             | 2011/12          | 21        | 0         | 3         | 7     | 1     | 0     | 2         | 0         | 1         | 30    | 1     | 4     |
| Лион             | 2012/13          | 28        | 7         | 6         | 0     | 0     | 0     | 5         | 0         | 3         | 33    | 7     | 9     |
| Лион             | 2013/14          | 28        | 4         | 5         | 4     | 1     | 0     | 9         | 2         | 1         | 41    | 7     | 6     |
| Лион             | 2014/15          | 6         | 1         | 2         | 0     | 0     | 0     | 1         | 0         | 0         | 7     | 1     | 2     |
| Лион             | 2015/16          | 18        | 2         | 3         | 4     | 0     | 0     | 1         | 0         | 0         | 23    | 2     | 3     |
| Лион             | 2016/17          | 4         | 0         | 0         | 1     | 0     | 0     | 1         | 0         | 0         | 6     | 0     | 0     |
| Лион             | 2017/18          | 1         | 0         | 0         | 1     | 0     | 0     | 0         | 0         | 0         | 2     | 0     | 0     |
| Лион             | Всего            | 116       | 14        | 19        | 19    | 2     | 0     | 19        | 2         | 5         | 154   | 18    | 24    |
| Всего за карьеру | Всего за карьеру | 116       | 14        | 19        | 19    | 2     | 0     | 19        | 2         | 5         | 154   | 18    | 24    |